# Thomas Raspe

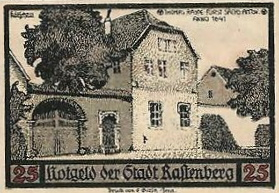
Das Raspehaus als Notgeld, ca. 1921

Thomas Raspe (* 1585; † 1662) war ein weimarischer Rat und Botenmeister.

## Leben
Thomas Raspe war möglicherweise ein Nachfahren aus der einst mächtigen Landgrafenfamilie der Ludowinger, die ab Heinrich Raspe I. im 12. und 13. Jahrhundert die Region beherrschten. Er besaß ein Landgut in Rastenberg, dessen noch bestehendes Hauptgebäude mit Durchfahrt er um 1605 erneuern ließ.
Während des Dreißigjährigen Krieges war er 1629 Geleitsmann in Buttelstedt und gehörte er zusammen mit Theodor Evander und anderen zur weimarischen Kriegskanzlei. Diese erhielt Anteile aus den Kontributionen der thüringischen Stände, des Rats und des Klerus von Erfurt, die jedoch nach Auszahlung der im Quartier liegenden Offiziere zunächst in die schwedische Kriegskasse flossen. Im November 1633 wurde Raspe Mitglied der neuen Regierung im Eichsfeld mit Sitz in Heiligenstadt. In dieser Funktion versuchte er im Januar 1634 eine von Wilhelm IV. von Sachsen-Weimar bereits gebilligte Einquartierung der Schweden und ihrer hessen-kasselischen Konföderierten im Eichsfeld zu verhindern.
Nach dem Krieg zog er sich auf sein Landgut zurück, war ab 1649 Geleitsmann in Rastenberg und Vogt in Brembach.